# Wojna postu z karnawałem
Wojna postu z karnawałem – album studyjny Przemysława Gintrowskiego, Jacka Kaczmarskiego i Zbigniewa Łapińskiego wydany w 1993 roku przez Pomaton EMI. Premierowe wykonanie programu miało miejsce 2 listopada 1992 roku w olsztyńskiej Filharmonii. Materiał na płytę został zarejestrowany w Studiu S4 w Warszawie w styczniu i lutym 1993 roku.

Na program „Wojna postu z karnawałem” składają się piosenki, w których próbujemy przypatrzyć się, co robią ludzie, jak się zachowują, jak się mogą zachowywać, a jak się zachowują w sytuacjach przejściowych, w dniach pokryzysowych, czy w dniach kryzysowych, co robią z wolnością, jakie podejmują wybory, kiedy mają tych wyborów bardzo dużo a wydaje im się, że nie mają żadnego. Ponieważ naszym zwyczajem odwołujemy się do historii, tym razem do historii europejskiej, pragniemy wyjaśnić, że czynimy tak dlatego, że uważamy, iż dojście do Europy czy powrót do Europy nie musi oznaczać powrotu do autostrad, ubezpieczeń społecznych, czy pełnych sklepów, natomiast musi oznaczać powrót do historii Europy, która jest pełna dramatów, tragedii, zbrodni, wojen religijnych i ekonomicznych, których byliśmy kiedyś częścią i będziemy częścią.

## Twórcy[1]
- Przemysław Gintrowski – śpiew, gitara;
- Jacek Kaczmarski – śpiew, gitara;
- Zbigniew Łapiński – śpiew, fortepian

Słowa:
- Jacek Kaczmarski

Muzyka:
- Jacek Kaczmarski – 1, 3, 8, 9, 14, 18, 22
- Przemysław Gintrowski – 2, 5, 7, 11, 15, 16, 19, 21, 23
- Zbigniew Łapiński – 4, 6, 10, 12, 13, 17, 20

## Lista utworów[1]
1. „Antylitania na czasy przejściowe” (02:42)
2. „Kuglarze” (05:36)
3. „Wojna postu z karnawałem” (02:40)
4. „Poranek” (03:49)
5. „Astrolog” (03:12)
6. „Bankierzy” (02:40)
7. „Syn marnotrawny” (03:15)
8. „Cromwell” (03:16)
9. „Szulerzy” (02:03)
10. „Bajka średniowieczna” (01:56)
11. „Ja” (05:20)
12. „Portret zbiorowy w zabytkowym wnętrzu” (02:46)
13. „Epitafium dla Sowizdrzała” (04:44)
14. „Marcin Luter” (03:17)
15. „Włóczędzy” (03:23)
16. „Pejzaż zimowy” (03:29)
17. „Koniec wojny trzydziestoletniej” (03:33)
18. „Portret zbiorowy we wnętrzu – Dom Opieki” (04:05)
19. „Siedem grzechów głównych” (03:31)
20. „Rozmowa” (03:43)
21. „Kantyczka z lotu ptaka” (05:29)
22. „Jan Kochanowski” (05:29)
23. „Zbigniewowi Herbertowi” (03:35)

Tytuły utworów wydanych wcześniej wyłącznie na kasetach zostały pogrubione. W 2006 roku zostały włączone do kompilacji Suplement na CD.

## Wydania[1]
- 1993 – Pomaton EMI (CD, nr kat. POM CD 034)
- 1993 – Pomaton EMI (2 kasety, nr kat. POM 059, POM 060). Dwa utwory więcej niż na CD (Jan Kochanowski, Zbigniewowi Herbertowi).
- 2002 – Płyta wydana w albumie dwupłytowym (razem z Murami w Muzeum Raju) przez Pomaton EMI (CD, nr kat. 5417412).
- 2004 – Album włączony do Syna marnotrawnego – zestawu 22 płyt wydanego przez Pomaton EMI.
- 2006 – Utwory wydane wcześniej wyłącznie na kasecie włączono do zestawu Suplement.
- 2007 – Album włączony do Arki Noego – zestawu 37 płyt wydanego przez Pomaton EMI.

## Okładka
- Okładka albumu „Wojna postu z karnawałem”